# Neonitocris
Neonitocris – rodzaj chrząszczy z rodziny kózkowatych i podrodziny zgrzypikowych.

## Zasięg występowania
Przedstawiciele tego rodzaju występują w Afryce Subsaharyjskiej.

## Systematyka
Do Neonitocris należy 28 gatunków:

- Neonitocris alzanoi
- Neonitocris atra
- Neonitocris calva
- Neonitocris dubourgeti
- Neonitocris ealensis
- Neonitocris emarginata
- Neonitocris eulitopoides
- Neonitocris flavipes
- Neonitocris gaboniensis
- Neonitocris hiekei
- Neonitocris infrarufa
- Neonitocris leonis
- Neonitocris mangenoti
- Neonitocris modesta
- Neonitocris nigriceps
- Neonitocris nigripes
- Neonitocris orientalis
- Neonitocris plicata
- Neonitocris postscutellaris
- Neonitocris princeps
- Neonitocris regina
- Neonitocris rubricollis
- Neonitocris rubriventris
- Neonitocris rufipes
- Neonitocris servilis
- Neonitocris sibutensis
- Neonitocris spiniscapus
- Neonitocris thoracica